# Bocha nos Jogos Parapan-Americanos de 2019
As competições de Bocha nos Jogos Parapan-Americanos de 2019 foram realizadas em Lima, entre 29 de agosto e 1º de setembro, no Polideportivo de Villa El Salvador.
Foram disputados 7 eventos mistos (4 individuais, 2 duplas 1 equipes), contando com a participação de 55 atletas de 12 países participantes.

## Medalhistas
Os medalhistas parapan-americanos em bocha foram:
| Evento         | Ouro                                                                       | Prata                                                                          | Bronze                                                   |
| -------------- | -------------------------------------------------------------------------- | ------------------------------------------------------------------------------ | -------------------------------------------------------- |
| Individual BC1 | Eduardo Sánchez MEX México                                                 | José Carlos Oliveira BRA Brasil                                                | Eduardo Ventura MEX México                               |
| Individual BC2 | Maciel Santos BRA Brasil                                                   | Luís Cristaldo ARG Argentina                                                   | Jonatan Aquino ARG Argentina                             |
| Individual BC3 | Evelyn Oliveira BRA Brasil                                                 | JesúsRomero COL Colômbia                                                       | Mateus Carvalho BRA Brasil                               |
| Individual BC4 | Marco Dispaltro CAN Canadá                                                 | Euclides Grisales COL Colômbia                                                 | Duban Cely COL Colômbia                                  |
| Dupla BC3      | Evelyn Oliveira Mateus Carvalho Antônio Leme BRA Brasil                    | Carolina García Jesús Romero Carlos Tinjaca COL Colômbia                       | Eric Bussière Philippe Lord Marylou Martineau CAN Canadá |
| Dupla BC4      | Duban Cely Leidy Chicau Euclides Grisales COL Colômbia                     | Eliseu dos Santos Marcelo dos Santos Ercileide Laurinda BRA Brasil             | Alison Levine Marco Dispaltro Iulian Cioban CAN Canadá   |
| Equipe BC1/BC2 | Ailen Flores Maurício Ibarbure Luís Cristaldo Jonatan Aquino ARG Argentina | Maciel Santos Natali de Faria José Carlos Oliveira Guilherme Moraes BRA Brasil |                                                          |

## Quadro de medalhas
| Ordem | País          | Medalha de ouro | Medalha de prata | Medalha de bronze |    |
| ----- | ------------- | --------------- | ---------------- | ----------------- | -- |
| 1     | BRA Brasil    | 3               | 3                | 1                 | 7  |
| 2     | COL Colômbia  | 1               | 3                | 1                 | 5  |
| 3     | ARG Argentina | 1               | 1                | 1                 | 3  |
| 4     | CAN Canadá    | 1               |                  | 2                 | 3  |
| 5     | MEX México    | 1               |                  | 1                 | 2  |
| TOTAL | TOTAL         | 7               | 7                | 6                 | 20 |